# George Valentine Nash
Pour les articles homonymes, voir George Nash et Nash.
George Valentine Nash (1864-1921) est un botaniste américain.
Il était jardinier-chef dans le jardin botanique de New York.
En 1909 il publie le livre North America Flowers.